# Johann Lampeitl
Johann Lampeitl (* 14. August 1957 in Waidhofen an der Thaya) ist ein österreichischer Spitzenbeamter. Er ist Landesamtsdirektor-Stellvertreter der Niederösterreichischen Landesregierung und ehemaliger Bezirkshauptmann.

## Leben
Johann Lampeitl trat nach der Matura und dem Präsenzdienst beim Bundesheer im Jahr 1976 in den niederösterreichischen Landesdienst ein und absolvierte nebenberuflich ein Studium der Rechtswissenschaft, das er 1982 mit der Sponsion zum Mag. iur. abschloss. Nach dem Gerichtsjahr kam er an die Bezirkshauptmannschaft Melk, dann an die damalige Bezirkshauptmannschaft Wien-Umgebung, bis er 1987 Bezirkshauptmann-Stellvertreter im Bezirk Gmünd wurde. Ab 1993 übte er diese Funktion im Bezirk Korneuburg aus. Von 1995 bis 2001 war er Bezirkshauptmann-Stellvertreter im Bezirk Waidhofen an der Thaya. Am 1. Juni 2001 wurde er Bezirkshauptmann im Bezirk Tulln, im April 2006 wechselte Lampeitl in dieser Position zurück zum Bezirk Waidhofen an der Thaya.
Er wurde von der NÖ Landesregierung mit Wirksamkeit vom 18. Oktober 2010 zum neuen Landesamtsdirektor-Stellvertreter im Amt der NÖ Landesregierung bestellt. Er folgte damit Wolfgang Nebes, der in den Ruhestand ging.
Johann Lampeitl lebt in Schwarzenau, ist verheiratet und hat zwei Kinder. Er trägt aufgrund Funktion und Dienstalter den Amtstitel Hofrat.

## Auszeichnungen
- 2017: Großes Silbernes Ehrenzeichen für Verdienste um die Republik Österreich, überreicht von Landeshauptfrau Johanna Mikl-Leitner.
- 2020: Großes Goldenes Ehrenzeichen für Verdienste um die Republik Österreich, überreicht von Landeshauptfrau Johanna Mikl-Leitner.